# Japonská asociace karate
Japonská asociace karate (anglicky Japan Karate Association) je jedna z největších organizací Šótókan karate na světě (více než 100 zemí) a je také nejstarší organizací, která je v provozu od svého založení (v roce 1949) až do současnosti.

## Historie
JKA založil roku 1949 Masatoši Nakajama a první trenér byl Gičin Funakoši. Nakajama v roce 1987 zemřel a JKA se začala rozpadat. Slavní trenéři jako Taidži Kase, Širai Hiroši, Masao Kawasoe, Mikio Jahara, Abe Keigo a ASAI Tecuhiko se od JKA odtrhli a založili své vlastní organizace.
Od roku 2001 má JKA nové sídlo v Bunkjó v centru Tokia.

## Zásady
JKA má za cíl studium, výuku a rozšíření karate v Japonsku i po celém světě. Další cíl je zlepšování veřejného zdraví a udržení zdravého sportovního ducha. Tento koncept byl založen roku 1956 svými instruktory. JKA je asociace všech stylů karate.
Funakoši odmítal jakékoliv soutěže v karate. Nakajama klade velký důraz na původní hodnoty karate, ale soutěže karate bere jako součást karate.
JKA se výrazně liší od ostatních asociací částečně ve filozosii, ale i pravidly jejich soutěží:
- "Není karate jako sportu, pouze karate jako bojové umění."
- "Karate jako bojové umění nezná ochranný oděv a žádné váhové třídy."
- Budó-myšlenka je vyjádřena především v Šóbu ippon (勝負一本, náhlá smrt) systému v Kumite. Jeden bod (ippon) nebo dva půl body (wazaari) znamená konec zápasu. Poražený je „mrtvý“ a nemůže pokračovat v dalších bojích.
- V soutěžích převládají silné a přesné techniky před „akrobacií“ pro diváky, kterou předvádí moderní sportovní karate. To je jeden z důvodů, proč se JKA nesnaží protlačit na olympijské hry jako jiné asociace karate (např. WKF).